# Elevación (ubicación geográfica)

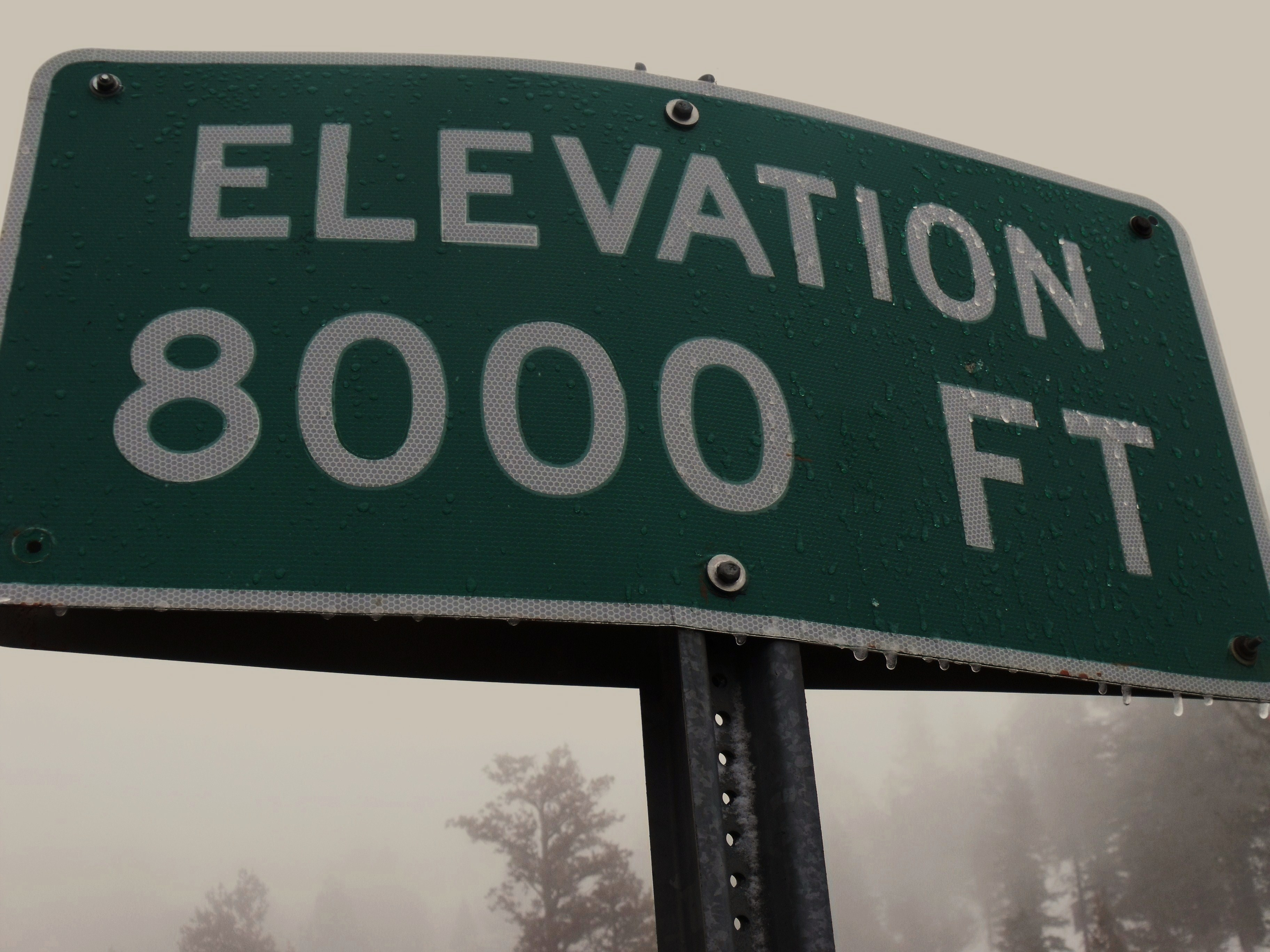
Firme a 8.000 pies (2.438 m) en las Montañas de San Bernardino en el Sur de California (2009)

Comparación de distancia vertical

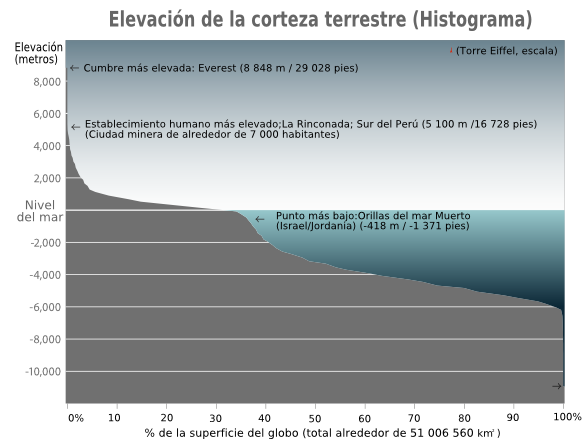
Histograma de elevación de la superficie de la Tierra, en el cual aproximadamente el 71% está cubierto de agua

La elevación de una ubicación geográfica es la altura por encima o por debajo de un punto de referencia fijo, más comúnmente una referencia geoide, un modelo matemático del nivel del mar de la Tierra como una superficie equipotencial.
El término elevación se usa principalmente cuando se hace referencia a puntos en la superficie de la Tierra, mientras que la altitud o la altura geopotencial se usa para puntos sobre la superficie, como la de un avión en vuelo o la de una nave espacial en órbita, y la profundidad se utiliza para puntos debajo de la superficie.
No debe confundirse la elevación con la distancia desde el centro de la Tierra. A causa de la protuberancia ecuatorial, las cumbres del Monte Everest y el Chimborazo tienen, respectivamente, la mayor elevación y la mayor distancia geocéntrica.

## Mapas y SIG

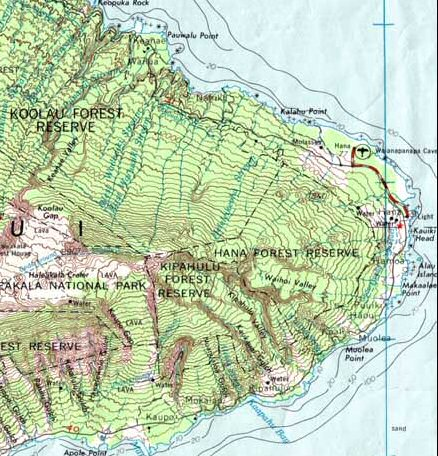
Parte del mapa topográfico de Haleakala (Hawái), que muestra la elevación.

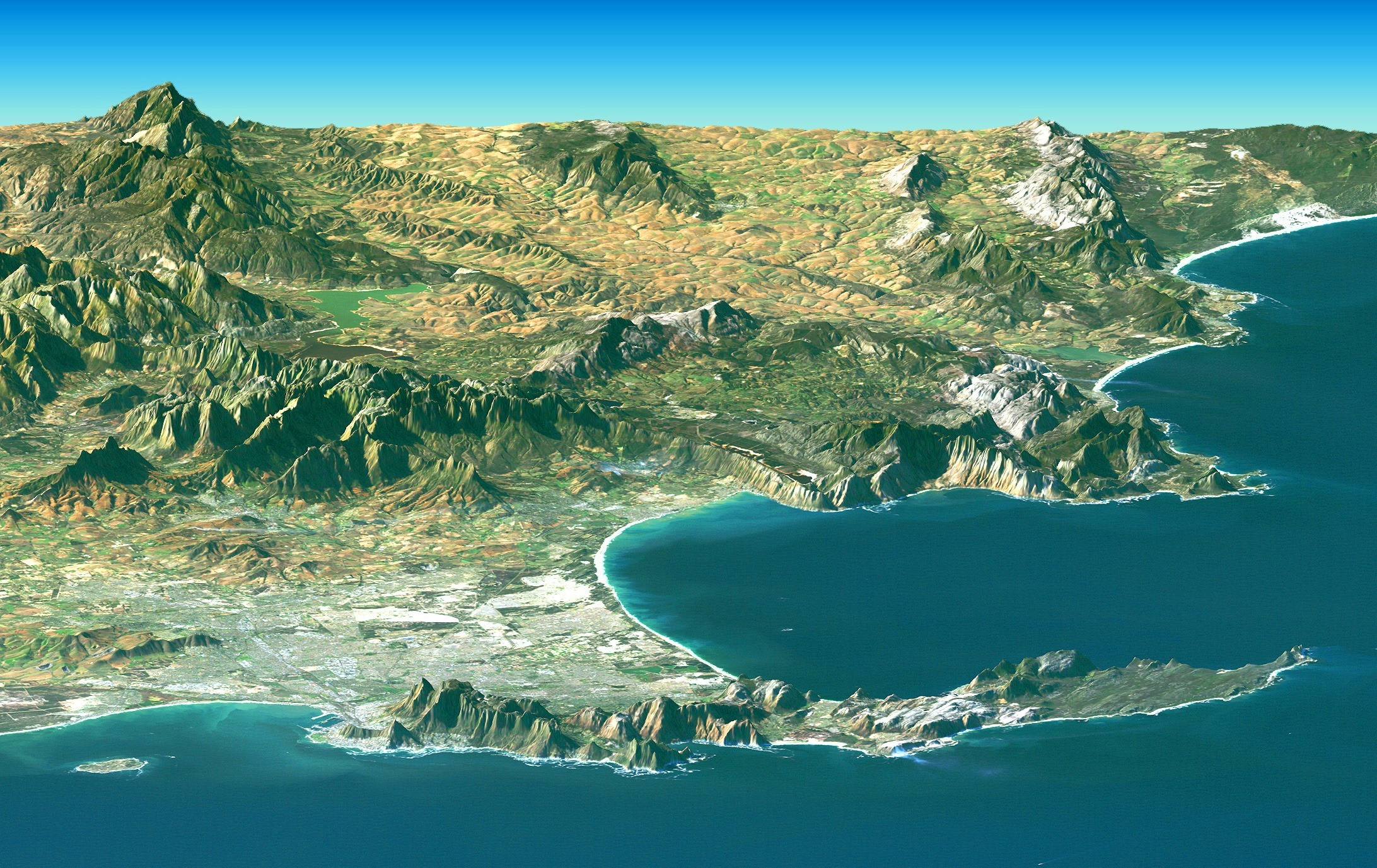
Imagen de Landsat sobre la elevación de la SRTM de la NASA, mostrando la Península del Cabo y el Cabo de Buena Esperanza, Sudáfrica en primer plano.

SIG o Sistema de información geográfica es un sistema informático que permite visualizar, manipular, capturar y almacenar datos con atributos asociados. El SIG ofrece una mejor comprensión de los patrones y de las relaciones del paisaje a diferentes escalas. Las herramientas dentro del SIG permiten la manipulación de datos para el análisis espacial o la cartografía.

Mapa de altura de la superficie de la Tierra (incluidos el agua y el hielo) en proyección equirectangular, normalizado a escala de grises de 8 bits, donde los valores más claros indican una mayor elevación.

El mapa topográfico es el tipo principal de mapa utilizado para representar la elevación, a menudo mediante el uso de líneas de contorno.
En un Sistema de Información Geográfico (SIG), los Modelos Digitales de Elevación (MDE) se usan comúnmente para representar la superficie (topografía) de un lugar, a través de un conjunto de datos de elevaciones (cuadrícula): raster. Los Modelos digitales del terreno son otra forma de representar el terreno en el SIG.
El USGS (Servicio Geológico de los Estados Unidos) está desarrollando un Programa de Elevación 3D (3DEP) para mantenerse al día con las crecientes necesidades de datos topográficos de alta calidad. 3DEP es una recopilación de datos de elevación mejorados en forma de datos LiDAR de alta calidad en los Estados Unidos, Hawái y en los territorios de los EE. UU. Hay tres capas del MDE de tierra desnuda en 3DEP que son uniformes a nivel nacional con una resolución de 1/3, 1 y 2 segundos de arco.

## Mapa global de 1 kilómetro

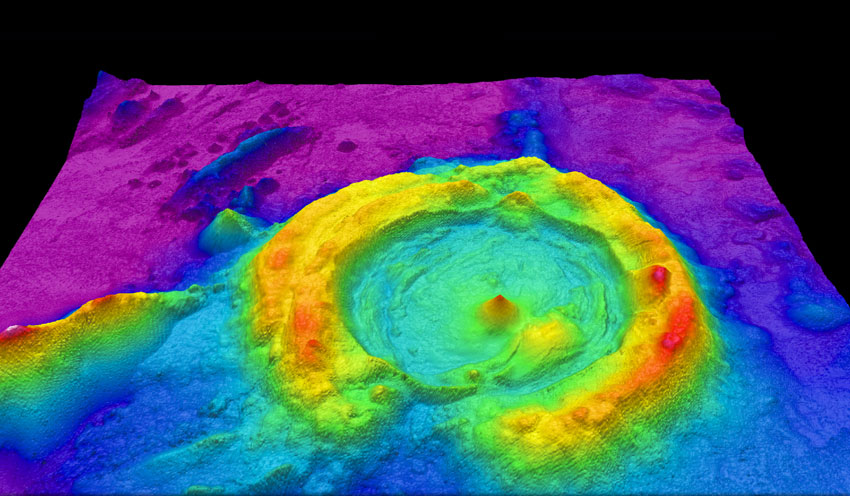
Nube de puntos LiDAR procesada que muestra no sólo la elevación, sino también las características de la altura.

Este mapa se deriva de los datos del GTOPO30 que describe la elevación del terreno a intervalos de 30 segundos de arco (aproximadamente 1 km). Utiliza color y sombreado en lugar de líneas de contorno para indicar la elevación.
| N60-90, W150-180 | N60-90, W120-150 | N60-90, W90-120 | N60-90, W60-90 | N60-90, W30-60 | N60-90, W0-30 | N60-90, E0-30 | N60-90, E30-60 | N60-90, E60-90 | N60-90, E90-120 | N60-90, E120-150 | N60-90, E150-180 |
| N30-60, W150-180 | N30-60, W120-150 | N30-60, W90-120 | N30-60, W60-90 | N30-60, W30-60 | N30-60, W0-30 | N30-60, E0-30 | N30-60, E30-60 | N30-60, E60-90 | N30-60, E90-120 | N30-60, E120-150 | N30-60, E150-180 |
| N0-30, W150-180 | N0-30, W120-150  | N0-30, W90-120  | N0-30, W60-90  | N0-30, W30-60  | N0-60, W0-30  | N0-60, E0-30  | N0-60, E30-60  | N0-60, E60-90  | N0-60, E90-120  | N0-60, E120-150  | N0-60, E150-180  |
| S0-30, W150-180 | S0-30, W120-150  | S0-30, W90-120  | S0-30, W60-90  | S0-30, W30-60  | S0-30, W0-30  | S0-30, E0-30  | S0-30, E30-60  | S0-30, E60-90  | S0-30, E90-120  | S0-30, E120-150  | S0-30, E150-180  |
| S30-60, W150 | S30-60, W120     | S30-60, W90-120 | S30-60, W60-90 | S30-60, W30-60 | S30-60, W0-30 | S30-60, E0-30 | S30-60, E30-60 | S30-60, E60-90 | S30-60, E90-120 | S30-60, E120-150 | S30-60, E150-180 |
| S60-90, W150-180 | S60-90, W120-150 | S60-90, W90-120 | S60-90, W60-90 | S60-90, W30-60 | S60-90, W0-30 | S60-90, E0-30 | S60-90, E30-60 | S60-90, E60-90 | S60-90, E90-120 | S60-90, E120-150 | S60-90, E150-180 |
| Cada mosaico está disponible a una resolución de 1800 × 1800 píxeles (tamaño aproximado del archivo 1 MB, 60 píxeles = 1 grado, 1 píxel = 1 minuto) |                  |                 |                |                |               |               |                |                |                 |                  |                  |